# Ettore Bortolotti
Ettore Bortolotti (Bolonha, 6 de março de 1866 – Bolonha, 17 de fevereiro de 1947) foi um matemático italiano.
Pai do matemático Enea Bortolotti.
Foi palestrante do Congresso Internacional de Matemáticos em Toronto (1924) e Bolonha (1928).

## Publicações selecionadas
- On metric connections with absolute parallelism, Proc. Kon. Akad. Wet. Amsterdam 30 (1927), 216-218.
- Reti di Cebiceff e sistemi coniugati nelle Vn riemanniane, Rend. Reale Acc. dei Lincei (6a) 5 (1927), 741-747.
- Stelle di congruenze e parallelismo assoluto: basi geometriche di una recente teoria di Einstein, Rend. Reale Acc. dei Lincei 9 (1929), 530-538.
- I primi algoritmi infiniti nelle opere dei matematici italiani del secolo XVII (1939)
- L'Opera geometrica di Evangelista Torricelli (1939)
- Le fonti della matematica moderna. Matematica sumerica e matematica babilonese (1940)
- Influenza del campo numerico sullo sviluppo delle teorie algebriche (1941)
- Il carteggio matematico di Giovanni Regiomontano con Giovanni Bianchini, Giacomo Speier e Cristiano Roder (1942)
- La pubblicazione delle opere e del carteggio matematico di Paolo Ruffini (1943)
- Il problema della tangente nell'opera geometrica di Evangelista Torricelli (1943)
- Le serie divergenti nel carteggio matematico di Paolo Ruffini (1944)
- Il carteggio matematico di Paolo Ruffini (1947)